# Кулик Валерій Павлович
Кулик Валерій Павлович — український поет, літературознавець, перекладач, журналіст. Член Національної спілки письменників України, заслужений діяч мистецтв України, почесний громадянин міста Херсон.

## Біографія
Кулик В. П. народився 05 серпня 1948 року у с. Чаплинка Херсонської області.
У 1971 році закінчив Херсонський педагогічний інститут, де навчався на факультеті української філології. По закінченні інституту працював вчителем, після чого проходив строкову службу на Балтійському флоті ВМФ СРСР.
Надалі працював кореспондентом районних газет Чаплинки, Цюрупинська, Білозерки, Нової Каховки. У 1987 році переїхав на Чукотку, де працював у редакції газети «Вогні Арктики».
На початку 1990-х повернувся до рідного краю; працював на обласному радіо та у редакції газети «Наддніпрянська правда». Протягом 1992—1997 років був керівником літературної студії «Біле озеро» та літературно-мистецького гурту «Таврійський первоцвіт». З 1993 року працював на посаді головного редактора Херсонської обласної державної телерадіокомпанії «Скіфія», де також був автором літературно-мистецьких телепрограм «Степова арфа», «Мистецькі діалоги», «Скарбниця таврійського краю», «Поетичні хвилини», «Сонячна палітра Херсонщини». Є засновником міжрайонного літературного конкурсу учнівської молоді «Зачарування словом» імені Олександра Кулика.

## Літературна діяльність
Кулик В. П. дебютував як поет у 1961 році, коли у газеті «Радянська Таврія» були опубліковані його перші вірші. У 1978 році під назвою «Відстані» вийшла друком його перша книга.
Надалі автор видав збірки, серед яких: «Дорога до тебе» (1989), «Відлуння любові» (1995), «Калинові мости» (1999), «День Сковороди» (2008), «Призначаю побачення» (2013), «Світло в тунелі» (2017), «Золотий перетин» (2020).
Також Кулик В. П., разом із композитором Валентином Плаксєєвим, є співавтором збірок пісень «Кришталева любов» (1998), «Степові самоцвіти» (1999), «Повернення в юність» (2001), «Зоря над покосами» (2005), «А стежка біжить від літа» (2008).

## Нагороди
- Гран-прі Міжнародного телевізійного фестивалю «Калинові мости», 2005[5];
- обласна премія імені Миколи Куліша, 2008[6];
- міська літературна премія імені Ярослава Дорошенка, 2015[7].